# Cậu bé mất tích
Cậu bé mất tích (tựa gốc tiếng Anh: Stranger Things) là một loạt phim truyền hình chiếu mạng thể loại khoa học viễn tưởng – kinh dị Mỹ do Anh em nhà Duffer sáng tạo và được phát hành trên Netflix. Cặp song sinh này cũng đảm nhiệm vai trò giám đốc sản xuất cùng với Shawn Levy và Dan Cohen. Loạt phim công chiếu lần đầu vào ngày 15 tháng 7 năm 2016. Đặt bối cảnh tại thị trấn giả tưởng Hawkins, bang Indiana vào thập niên 1980, mùa đầu tiên xoay quanh cuộc điều tra về vụ mất tích của một cậu bé trong bối cảnh hàng loạt sự kiện siêu nhiên xảy ra quanh thị trấn nơi cậu ở, bao gồm sự xuất hiện của cô bé có khả năng di chuyển đồ vật bằng suy nghĩ. Tác phẩm có sự tham gia của dàn diễn viên bao gồm Winona Ryder, David Harbour, Finn Wolfhard, Millie Bobby Brown, Gaten Matarazzo, Caleb McLaughlin, Noah Schnapp, Sadie Sink, Natalia Dyer, Charlie Heaton, Joe Keery, Cara Buono và Dacre Montgomery.
Anh em nhà Duffer phát triển Cậu bé mất tích theo lối pha trộn giữa thể loại chính kịch–điều tra với các yếu tố siêu nhiên được tạo nên từ khoa học viễn tưởng pha kinh dị và sự nhạy bén trẻ thơ. Bằng cách đặt bộ phim vào khoảng thời gian những năm 1980, hai anh em đã thổi vào loạt phim linh hồn của văn hoá đại chúng thời kì đó, ngoài ra một số chủ đề và những khía cạnh có liên quan đến việc chỉ đạo bộ phim cũng được họ lấy cảm hứng từ nhiều tác phẩm của Steven Spielberg, John Carpenter và Stephen King, cùng với đó là anime và trò chơi điện tử. Những thí nghiệm kỳ lạ được tiến hành trong thời kì Chiến tranh Lạnh và nhiều thuyết âm mưu trong thực tế về các thí nghiệm tuyệt mật của chính phủ cũng là nguồn cảm hứng cho bộ đôi sáng lập.
Cậu bé mất tích đã lập kỉ lục về số lượng người xem trên Netflix, đồng thời cũng sở hữu cộng đồng người hâm mộ đông đảo và tâm huyết trên toàn thế giới. Giới phê bình đánh giá cao bộ phim vì khả năng xây dựng thành công tuyến nhân vật, nhịp độ, bầu không khí, diễn xuất, nhạc phim, lối đạo diễn, biên kịch cũng như sự tôn trọng dành cho phim ảnh thập niên 1980. Loạt phim nhận được nhiều giải thưởng và đề cử: 39 đề cử giải Primetime Emmy (trong đó có sáu chiến thắng), bốn đề cử giải Quả cầu vàng, một đề cử Giải thưởng Truyền hình của Viện Hàn lâm Anh, hai đề cử của Hiệp hội Đạo diễn Hoa Kỳ, ba đề cử của Hiệp hội Biên kịch Hoa Kỳ, cùng với đó là ba đề cử giải Grammy. Tác phẩm giành chiến thắng tại hạng mục Dàn diễn viên loạt phim chính kịch xuất sắc của Nghiệp đoàn Diễn viên Màn ảnh, hai giải thưởng của Viện phim Mỹ, một giải Lựa chọn của giới phê bình truyền hình và ba giải People's Choice Awards, ngoài ra còn nhiều giải thưởng khác. Tháng 9 năm 2019, Cậu bé mất tích được làm mới cho mùa 4. Anh em nhà Duffer phát biểu rằng nhiều khả năng loạt phim sẽ kết thúc sau mùa thứ năm.

## Tóm tắt chung
Cậu bé mất tích lấy bối cảnh tại thị trấn giả tưởng hẻo lánh Hawkins, Indiana vào khoảng đầu những năm 1980. Phòng thí nghiệm Quốc gia Hawkins đặt tại đây, bề ngoài tiến hành nghiên cứu khoa học cho Bộ Năng lượng Hoa Kỳ nhưng thực chất là nơi bí mật thực hiện các thí nghiệm khoa học siêu linh và siêu nhiên, trong đó có cả thí nghiệm trên cơ thể người. Họ vô tình tạo ra một cánh cổng đi vào thế giới song song có tên "Thế giới ngược" ("The Upside Down"). Việc này đưa cư dân Hawkins rơi vào vô vàn hiểm nguy chết chóc mà họ không hề hay biết.
Mùa đầu tiên bắt đầu vào tháng 11 năm 1983 khi cậu bé Will Byers bị một sinh vật đến từ Thế giới ngược bắt cóc. Mẹ cậu, Joyce, cũng như cảnh sát trưởng thị trấn Hawkins, Jim Hopper, nỗ lực tìm kiếm cậu. Cùng thời điểm Will mất tích, Eleven – cô bé có siêu năng lực di chuyển đồ vật bằng suy nghĩ, trốn thoát khỏi phòng thí nghiệm và sau đó giúp đỡ nhóm bạn của Will là Mike, Dustin và Lucas khi nhóm cố gắng tự mình giải cứu cậu bạn.
Mùa thứ hai lấy bối cảnh tháng 10 năm 1984, một năm sau vụ mất tích của Will. Cậu an toàn trở về nhưng ít ai hiểu rõ chuyện gì đã xảy ra. Khi phát hiện việc các thực thể từ Thế giới ngược vẫn đang kiểm soát Will, bạn bè và gia đình cậu mới nhận thức được Thế giới ngược ẩn chứa những mối đe dọa khủng khiếp hơn họ tưởng.
Mùa thứ ba diễn ra nhiều tháng sau đó, không lâu trước Ngày Quốc khánh Hoa Kỳ năm 1985. Người dân Hawkins đặc biệt thích thú với trung tâm thương mại Starcourt mới khai trương, khiến hầu hết các cửa hàng nhỏ lẻ rơi vào tình trạng ế ẩm và buộc phải ngừng kinh doanh. Hopper dần để ý hơn tới mối quan hệ giữa Eleven và Mike trong khi luôn cố gắng quan tâm, chăm sóc cho Joyce. Không một ai biết rằng dưới sàn khu trung tâm mua sắm là cả một căn cứ thí nghiệm rộng lớn của người Liên Xô – nơi đang tìm cách mở cánh cổng dẫn đến Thế giới ngược, giúp cho thực thể từ thế giới này nhập vào nhiều cư dân Hawkins và chiếm hữu thể xác họ, gây ra những tai họa kinh hoàng.

## Diễn viên và nhân vật

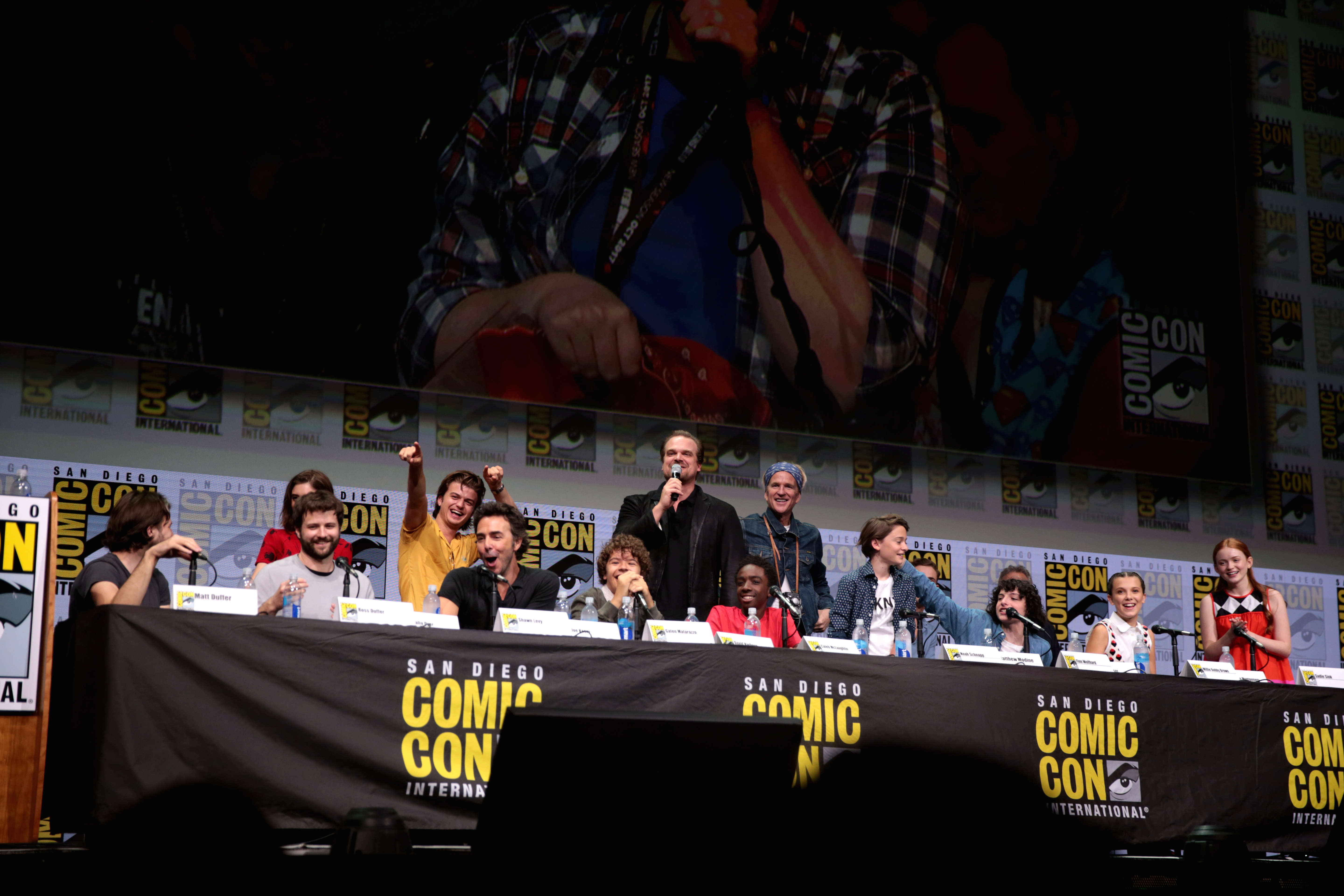
Anh em nhà Duffer, Shawn Levy và dàn diễn viên chính trong mùa 2 của Cậu bé mất tích tại San Diego Comic-Con International 2017

- Winona Ryder vai Joyce Byers,[7] mẹ của Will và Jonathan, vợ cũ của Lonnie Byers. Trong mùa 2, cô hẹn hò với bạn học cũ của mình – Bob, cho đến khi anh qua đời vào cuối mùa. Cô và Hopper được cho là có tình cảm với nhau.
- David Harbour vai Jim Hopper,[7] cảnh sát trưởng thị trấn Hawkins. Sau khi cô con gái nhỏ của anh qua đời vì bệnh ung thư, Hopper ly dị vợ và nghiện rượu. Sau này anh dần trở nên có trách nhiệm hơn khi nỗ lực giúp đỡ giải cứu con trai của Joyce cũng như nhận nuôi Eleven. Anh và Joyce được cho là có tình cảm với nhau.
- Finn Wolfhard vai Mike Wheeler,[8] con trai thứ của Karen và Ted, em trai của Nancy, một thành viên trong nhóm bạn của Will. Cậu là một học sinh vừa thông minh lại hết lòng vì bạn bè. Sau này cậu có tình cảm với Eleven.
- Millie Bobby Brown vai Eleven / Jane Hopper ("El"),[8] cô bé có siêu năng lực di chuyển đồ vật bằng suy nghĩ (psychokinetic) và thần giao cách cảm. Vốn từ vựng của cô còn khá hạn chế. Cô tên thật là Jane, con gái ruột của Terry Ives. Sau khi chạy trốn khỏi Phòng thí nghiệm Hawkins – nơi cô bị trưng dụng làm vật thí nghiệm, cô kết bạn với Mike, Dustin và Lucas. Về sau cô có tình cảm với Mike. Ở cuối mùa thứ hai, Hopper nhận nuôi Eleven. Sang tới mùa 3, hai người trở nên gần gũi, gắn bó hơn và Hopper dần yêu thương Eleven như chính con gái ruột của mình.
- Gaten Matarazzo vai Dustin Henderson,[8] một trong những người bạn của Will. Cậu mắc chứng mọc răng trễ. Ở mùa thứ hai, cậu rất tự hào về hàm răng cửa mới của mình và có cảm tình với Max. Sang mùa 3, cậu có bạn gái là Suzie (thủ vai bởi Gabriella Pizzolo) tại Trại hè Know Where, hai người có cảnh chung duy nhất với nhau trong tập cuối mùa này.
- Caleb McLaughlin vai Lucas Sinclair,[8] một trong những người bạn của Will. Ban đầu cậu khá cảnh giác với Eleven nhưng sau này trở thành bạn với cô. Cậu có cảm tình với Max ở mùa 2 và là bạn trai cô khi bước sang mùa thứ ba.
- Natalia Dyer vai Nancy Wheeler,[8] con gái của Karen và Ted, chị gái của Mike. Từ một nữ sinh chăm học và quy củ, Nancy dần tìm thấy con người khác của mình trong quá trình điều tra về Phòng thí nghiệm Hawkins, cũng như cái chết của cô bạn thân Barbara. Trong hai mùa đầu tiên, cô là bạn gái của Steve Harrington nhưng sau đó chia tay và hẹn hò với Jonathan.
- Charlie Heaton vai Jonathan Byers,[8] anh trai của Will, con trai của Joyce. Anh là một thanh niên ít nói, cô độc ở trường cấp ba, nhưng đồng thời cũng có một niềm đam mê lớn lao với nhiếp ảnh. Anh rất thân thiết với mẹ và em trai mình. Sau này anh trở thành bạn trai của Nancy.
- Cara Buono vai Karen Wheeler,[9] mẹ của Nancy, Mike và em bé Holly.
- Matthew Modine vai Martin Brenner (mùa 1; vai phụ mùa 2),[10] nhà khoa học đứng đầu Phòng thí nghiệm Hawkins. Là một kẻ mưu mô, lạnh lùng và tàn nhẫn, ông và tay chân của mình luôn lùng sục "vật thí nghiệm" chạy trốn Eleven.[11]
- Noah Schnapp vai Will Byers (mùa 2–nay; vai phụ mùa 1),[8] con trai của Joyce, em trai của Jonathan. Cậu bị bắt cóc bởi con quái vật đến từ "Thế giới ngược" – một vũ trụ song song do các nhà khoa học của Phòng thí nghiệm Hawkins phát hiện.[12][13]
- Sadie Sink vai Maxine "Max" Mayfield (mùa 2–nay), em gái không cùng huyết thống của Billy, một cô bé tomboy thu hút sự chú ý của cả Lucas lẫn Dustin. Về sau cô là bạn gái của Lucas.[13]
- Joe Keery vai Steve Harrington (mùa 2–nay; vai phụ mùa 1), bạn trai cũ của Nancy. Khi còn là một học sinh cấp ba nổi tiếng, anh tẩy chay và bắt nạt Jonathan, nhưng sau này hai người trở thành bạn. Anh và Nancy chia tay ở mùa thứ hai.[13][14]
- Dacre Montgomery vai Billy Hargrove (mùa 2–3), người anh không cùng huyết thống ưa bạo lực và có tính cách bất thường của Max.[13]
- Sean Astin vai Bob Newby (mùa 2; vai khách mời mùa 3), bạn học cũ của Joyce và Hopper, chủ tiệm RadioShack ở Hawkins,[15] bạn trai của Joyce.[16]
- Paul Reiser vai Sam Owens (mùa 2; vai khách mời mùa 3), giám đốc Bộ Năng lượng, người thay thế Brenner quản lý Phòng thí nghiệm Hawkins. Ông cứng cỏi và hết mình trong việc nghiên cứu, đồng thời cũng có sự cảm thông đối với người dân Hawkins.[15]
- Maya Hawke vai Robin Buckley (mùa 3–nay), cô gái "cá tính" làm việc cùng Steve ở cửa hàng kem trong khu trung tâm thương mại.[17]
- Priah Ferguson vai Erica Sinclair (mùa 3–nay; vai phụ mùa 2), cô em gái 10 tuổi của Lucas.[17]
- Brett Gelman vai Murray Bauman (mùa 4; vai phụ mùa 2–3), nhà thuyết âm mưu kiêm thám tử tư, người bạn lâu năm của Hopper.
- Jamie Campbell Bower vai Peter Ballard (mùa 4)[18]
- Eduardo Franco vai Argyle (mùa 4)[18]
- Joseph Quinn vai Eddie Munson (mùa 4)[18]

## Các tập phim
| Mùa | Mùa | Số tập | Số tập | Phát hành gốc        | Phát hành gốc        |
| --- | --- | ------ | ------ | -------------------- | -------------------- |
|     | 1   | 8      | 8      | 15 tháng 7 năm 2016  | 15 tháng 7 năm 2016  |
|     | 2   | 9      | 9      | 27 tháng 10 năm 2017 | 27 tháng 10 năm 2017 |
|     | 3   | 8      | 8      | 4 tháng 7 năm 2019   | 4 tháng 7 năm 2019   |
|     | 4   | 9      | 9      | 27 tháng 5 năm 2022  | 27 tháng 5 năm 2022  |

### Mùa 1 (2016)
| TT. tổng thể | TT. trong mùa phim | Tiêu đề                                | Đạo diễn          | Biên kịch                                                | Ngày phát sóng gốc  |
| ------------ | ------------------ | -------------------------------------- | ----------------- | -------------------------------------------------------- | ------------------- |
| 1            | 1                  | "Tập một: Will Byers biến mất"         | Anh em nhà Duffer | Anh em nhà Duffer                                        | 15 tháng 7 năm 2016 |
| 2            | 2                  | "Tập hai: Kẻ lập dị ở đường Maple"     | Anh em nhà Duffer | Anh em nhà Duffer                                        | 15 tháng 7 năm 2016 |
| 3            | 3                  | "Tập ba: Đèn Giáng sinh"               | Shawn Levy        | Jessica Mecklenburg                                      | 15 tháng 7 năm 2016 |
| 4            | 4                  | "Tập bốn: Cái xác"                     | Shawn Levy        | Justin Doble                                             | 15 tháng 7 năm 2016 |
| 5            | 5                  | "Tập năm: Con bọ chét và người đi dây" | Anh em nhà Duffer | Alison Tatlock                                           | 15 tháng 7 năm 2016 |
| 6            | 6                  | "Tập sáu: Con quái vật"                | Anh em nhà Duffer | Jessie Nickson-Lopez                                     | 15 tháng 7 năm 2016 |
| 7            | 7                  | "Tập bảy: Bồn nước"                    | Anh em nhà Duffer | Justin Doble                                             | 15 tháng 7 năm 2016 |
| 8            | 8                  | "Tập tám: Thế giới lộn ngược"          | Anh em nhà Duffer | Cốt truyện : Paul Dichter Kịch bản : The Duffer Brothers | 15 tháng 7 năm 2016 |

### Mùa 2 (2017)
| TT. tổng thể | TT. trong mùa phim | Tiêu đề                                    | Đạo diễn          | Biên kịch            | Ngày phát sóng gốc   |
| ------------ | ------------------ | ------------------------------------------ | ----------------- | -------------------- | -------------------- |
| 9            | 1                  | "Tập một: MAX ĐIÊN"                        | Anh em nhà Duffer | Anh em nhà Duffer    | 27 tháng 10 năm 2017 |
| 10           | 2                  | "Tập hai: Cho kẹo hay bị ghẹo, đồ quái dị" | Anh em nhà Duffer | Anh em nhà Duffer    | 27 tháng 10 năm 2017 |
| 11           | 3                  | "Tập ba: Nòng nọc"                         | Shawn Levy        | Justin Doble         | 27 tháng 10 năm 2017 |
| 12           | 4                  | "Tập bốn: Will - Kẻ thông thái"            | Shawn Levy        | Paul Dichter         | 27 tháng 10 năm 2017 |
| 13           | 5                  | "Tập năm: Trò đào đất"                     | Andrew Stanton    | Jessie Nickson-Lopez | 27 tháng 10 năm 2017 |
| 14           | 6                  | "Tập sáu: Gián điệp"                       | Andrew Stanton    | Kate Trefry          | 27 tháng 10 năm 2017 |
| 15           | 7                  | "Tập bảy: Người chị mất tích"              | Rebecca Thomas    | Justin Doble         | 27 tháng 10 năm 2017 |
| 16           | 8                  | "Tập tám: Con quỷ tâm linh"                | Anh em nhà Duffer | Anh em nhà Duffer    | 27 tháng 10 năm 2017 |
| 17           | 9                  | "Tập chín: Cánh cổng"                      | Anh em nhà Duffer | Anh em nhà Duffer    | 27 tháng 10 năm 2017 |

### Mùa 3 (2019)
| TT. tổng thể | TT. trong mùa phim | Tiêu đề                                    | Đạo diễn          | Biên kịch         | Ngày phát sóng gốc |
| ------------ | ------------------ | ------------------------------------------ | ----------------- | ----------------- | ------------------ |
| 18           | 1                  | "Tập một: Suzie, nghe rõ không?"           | Anh em nhà Duffer | Anh em nhà Duffer | 4 tháng 7 năm 2019 |
| 19           | 2                  | "Tập hai: Lũ chuột ở trung tâm thương mại" | Anh em nhà Duffer | Anh em nhà Duffer | 4 tháng 7 năm 2019 |
| 20           | 3                  | "Tập ba: Vụ án người cứu hộ mất tích"      | Shawn Levy        | William Bridges   | 4 tháng 7 năm 2019 |
| 21           | 4                  | "Tập bốn: Thử nghiệm phòng xông hơi"       | Shawn Levy        | Kate Trefey       | 4 tháng 7 năm 2019 |
| 22           | 5                  | "Tập năm: Đội quân của Quỷ tâm linh"       | Uta Briesewitz    | Paul Dichter      | 4 tháng 7 năm 2019 |
| 23           | 6                  | "Tập sáu: Từ nhiều thành một"              | Uta Briesewitz    | Curtis Gwinn      | 4 tháng 7 năm 2019 |
| 24           | 7                  | "Tập bảy: Vết cắn"                         | Anh em nhà Duffer | Anh em nhà Duffer | 4 tháng 7 năm 2019 |
| 25           | 8                  | "Tập tám: Trận chiến Starcourt"            | Anh em nhà Duffer | Anh em nhà Duffer | 4 tháng 7 năm 2019 |

### Mùa 4 (2022)
| Tập 1 |   |                                                |                     |                      |                     |
| 26    | 1 | "Chapter One: The Hellfire Club"               | The Duffer Brothers | The Duffer Brothers  | 27 tháng 5 năm 2022 |
| 27    | 2 | "Chapter Two: Vecna's Curse"                   | The Duffer Brothers | The Duffer Brothers  | 27 tháng 5 năm 2022 |
| 28    | 3 | "Chapter Three: The Monster and the Superhero" | Shawn Levy          | Caitlin Schneiderhan | 27 tháng 5 năm 2022 |
| 29    | 4 | "Chapter Four: Dear Billy"                     | Shawn Levy          | Paul Dichter         | 27 tháng 5 năm 2022 |
| 30    | 5 | "Chapter Five: The Nina Project"               | Nimród Antal        | Kate Trefry          | 27 tháng 5 năm 2022 |
| 31    | 6 | "Chapter Six: The Dive"                        | Nimród Antal        | Curtis Gwinn         | 27 tháng 5 năm 2022 |
| 32    | 7 | "Chapter Seven: The Massacre at Hawkins Lab"   | The Duffer Brothers | The Duffer Brothers  | 27 tháng 5 năm 2022 |
| Tập 2 |   |                                                |                     |                      |                     |
| 33    | 8 | "Chapter Eight: Papa"                          | The Duffer Brothers | The Duffer Brothers  | 1 tháng 7 năm 2022  |
| 34    | 9 | "Chapter Nine: The Piggyback"                  | The Duffer Brothers | The Duffer Brothers  | 1 tháng 7 năm 2022  |

## Sản xuất

### Phát triển
Cậu bé mất tích được sáng tạo bởi Matt và Ross Duffer, hay còn được biết tới qua cái tên Anh em nhà Duffer. Hai anh em đã viết kịch bản và sản xuất xong bộ phim Hidden của họ vào năm 2015, trong đó họ cố gắng bắt chước phong cách của M. Night Shyamalan. Tuy vậy, do có sự thay đổi tại Warner Bros., nhà phân phối của bộ phim, phim không được phát hành rộng rãi và Anh em nhà Duffer cảm thấy không chắc chắn về tương lai của mình. Bất ngờ với họ, nhà sản xuất truyền hình Donald De Line đã tới gặp họ, cho biết mình rất ấn tượng với kịch bản của Hidden, và mời họ làm việc cùng với Shyamalan trong Wayward Pines. Hai anh em được Shyamalan tư vấn trong quá trình sản xuất bộ phim, và sau khi hoàn thành, họ đã cảm thấy sẵn sàng cho việc tự sản xuất một series phim truyền hình của riêng mình.
Anh em nhà Duffer đã chuẩn bị một bản thảo kịch bản có nội dung tương tự như tập phim mở đầu của loạt phim sau này, cùng với một cuốn sách giới thiệu 20 trang để giúp giới thiệu loạt phim cho các nhà đài. Hai anh em đã đem ý tưởng này cho khoảng 15 mạng truyền hình cáp, nhưng tất cả đều từ chối do cho rằng để cốt truyện xoay quanh các nhân vật chính là trẻ con sẽ không thành công, và đòi họ một là biến nó thành phim cho trẻ em, hai là chỉ tập trung vào cuộc điều tra của Hopper vào những hiện tượng siêu nhiên. Vào đầu năm 2015, Dan Cohen, phó giám đốc của 21 Laps Entertainment, đã đem kịch bản này cho người đồng nghiệp Shawn Levy. Họ sau đó đã mời Anh em nhà Duffer tới văn phòng làm việc và mua bản quyền cho loạt phim, đồng thời trao toàn quyền tác giả cho hai anh em. Sau khi đọc được kịch bản cho tập mở đầu, dịch vụ streaming Netflix đã mua cả mùa đầu với giá không được tiết lộ; loạt phim sau đó được Netflix thông báo vào đầu tháng 4 năm 2015 là được dự kiến phát hành năm 2016. Anh em nhà Duffer cho biết ở thời điểm họ giới thiệu phim cho Netflix, dịch vụ này đã được biết tới nhiều qua các chương trình tự sản xuất như House of Cards và Orange Is the New Black, phía sau đó đều là những nhà sản xuất có tiếng tăm, và hãng đã sẵn sàng bắt đầu trao cơ hội cho những nhà sản xuất đang lên như họ. Hai anh em bắt đầu viết kịch bản cho loạt phim và đưa Levy và Cohen làm giám đốc sản xuất để bắt đầu tuyển chọn diễn viên và bấm máy.
 — Lời giới thiệu ban đầu của Anh em nhà Duffer cho Montauk

Bìa cuốn sách Anh em nhà Duffer dùng để giới thiệu Montauk. Để tạo ra trang bìa này, hai anh em đã lấy cảm hứng từ bìa những cuốn sách của Stephen King như Firestarter.

Ban đầu loạt phim có tên là Montauk. Bối cảnh khi đó được đặt ở Montauk, New York và các địa điểm gần Long Island. Montauk đi vào khám phá những thuyết âm mưu thế giới thực về các thí nghiệm bí mật của chính phủ. Hai anh em chọn Montauk do nó liên hệ nhiều hơn với Spielberg qua bộ phim Hàm cá mập, trong đó Montauk được dùng làm bối cảnh cho địa điểm giả tưởng trong phim là Đảo Amity. Sau khi quyết định thay đổi cho cốt truyện diễn ra tại thị trấn giả tưởng Hawkins, hai anh em mới thấy mình có thể làm nhiều điều với nơi này, như cho phong tỏa cả thị trấn, điều mà họ không thể làm với một địa điểm có thực. Vì đã thay đổi địa điểm, họ phải nghĩ ra một cái tên mới cho loạt phim dưới sự chỉ đạo của Ted Sarandos từ Netflix để hãng có thể bắt đầu giới thiệu phim cho công chúng. Hai anh em bắt đầu bằng cách dùng một bản tiểu thuyết Firestarter của Stephen King để chọn phông chữ và cách thể hiện cho tiêu đề phim, đồng thời lên danh sách các tên phim thay thế. Cái tên Stranger Things được lựa chọn do giống với một tiểu thuyết khác của King, Needful Things, mặc dù Matt có nói họ vẫn còn "tranh cãi rất gay gắt" về cái tên cuối cùng này.
Để giới thiệu cho loạt phim, Anh em nhà Duffer trình diễn những bức ảnh, cảnh quay và bài hát từ những bộ phim kinh điển những năm 1970 và 1980 như E.T. Sinh vật ngoài hành tinh, Close Encounters of the Third Kind, Poltergeist, Hellraiser, Stand by Me, Firestarter, A Nightmare on Elm Street và Hàm cá mập, nhằm tạo ra phong cách thể hiện chính cho phim.

### Kịch bản
Ý tưởng về Cậu bé mất tích bắt đầu khi hai anh em nghĩ tới việc lấy ý tưởng từ bộ phim Lần theo dấu vết năm 2013, khắc họa chi tiết hơn sự đấu tranh đạo đức mà người cha phải trải qua khi con gái bị bắt cóc, và kéo dài bộ phim ra thành khoảng tám tiếng đồng hồ theo hướng phim truyền hình dài tập. Trong khi tập trung vào khía cạnh đứa bé mất tích của câu chuyện, họ muốn đưa vào ý tưởng về "những sự nhạy cảm của trẻ con" mà chúng đem lại, và khám phá một chút về ý tưởng một con quái vật có thể ăn thịt người. Hai anh em thấy việc kết hợp tất cả những điều này với nhau là "thứ tuyệt vời nhất". Để đưa con quái vật này vào câu chuyện, họ nghĩ tới "những cuộc thí nghiệm lạ xảy ra trong Chiến tranh Lạnh" mà họ đã đọc được như Dự án MKUltra, từ đó mở đường cho sự xuất hiện của con quái vật này là một thứ trong khoa học chứ không phải là điều gì đó tâm linh. Điều đó giúp cho họ quyết định dùng năm 1983 làm bối cảnh cho phim, một năm trước khi Red Dawn ra mắt, một bộ phim tập trung vào những hoang tưởng trong Chiến tranh Lạnh. Về sau họ đã có thể dùng tất cả những nguồn cảm hứng thập niên 1980 của riêng mình, thời điểm hai anh em ra đời, thành những yếu tố trong phim, phát triển nó theo thể loại khoa học viễn tưởng và kinh dị. Những nguồn cảm hứng khác được Anh em nhà Duffer nhắc tới có: những cuốn tiểu thuyết của Stephen King; những bộ phim sản xuất bởi Steven Spielberg, John Carpenter, Wes Craven, và Guillermo del Toro; những bộ phim như Chiến tranh giữa các vì sao, Alien, và Stand by Me; các bộ anime Nhật Bản như Akira và Elfen Lied; và một vài trò chơi như Silent Hill, Dark Souls và The Last of Us. Anh em nhà Duffer cũng cho rằng họ có thể đã vô tình đem vào phim một vài ảnh hưởng từ những tác phẩm khác như Beyond the Black Rainbow và D.A.R.Y.L. theo như trong những phản hồi của người hâm mộ loạt phim. Một vài trang web và ấn phẩm đã tìm ra thêm những yếu tố tham khảo trong văn hóa đại chúng khác ở loạt phim, cụ thể là trong văn hóa đại chúng thập niên 1980.
Với nền tảng Netflix, Anh em nhà Duffer không bị giới hạn theo định dạng 22 tập thông thường mà thay vào đó chọn hướng tiếp cận tám tập phim. Họ lo rằng một mùa phim dài 22 tập trên truyền hình sẽ khó mà "kể được một câu chuyện giàu chất điện ảnh" với quá nhiều tập phim như vậy. Tám tập phim cho phép họ dành thời gian phát triển nhân vật cũng như phát triển câu chuyện; nếu có ít thời gian hơn, họ sẽ phải trung thành với việc kể câu chuyện phim kinh dị ngay khi con quái vật được đưa vào và bỏ đi mất quá trình phát triển nhân vật. Trong vòng tám tập phim, hai anh em nhắm mục tiêu khiến cho mùa thứ nhất "như một bộ phim lẻ lớn" với tất cả các câu chuyện lớn trong phim được hoàn thành để "khán giả được thỏa mãn", nhưng có đủ những điều chưa giải quyết để cho khán giả thấy "còn có một câu chuyện gì đó lớn hơn nữa, và sẽ còn nhiều nút thắt hơn nữa khi về cuối", một điều gì đó có thể được khám phá trong các mùa sau nếu Netflix muốn làm thêm.
Về việc viết kịch bản cho các nhân vật trẻ con trong phim, Anh em nhà Duffer tự coi mình là những kẻ lạc loài khi còn học trung học và từ đó cảm thấy rất dễ dàng khi viết kịch bản cho Mike và những người bạn của cậu, đặc biệt là nhân vật Barb. Hình ảnh của Joyce được lấy cảm hứng theo nhân vật Roy Neary của Richard Dreyfuss trong Close Encounters of the Third Kind, khi cô xuất hiện "đầy điên rồ" với tất cả mọi người khi cố gắng tìm kiếm Will.

### Tuyển chọn diễn viên

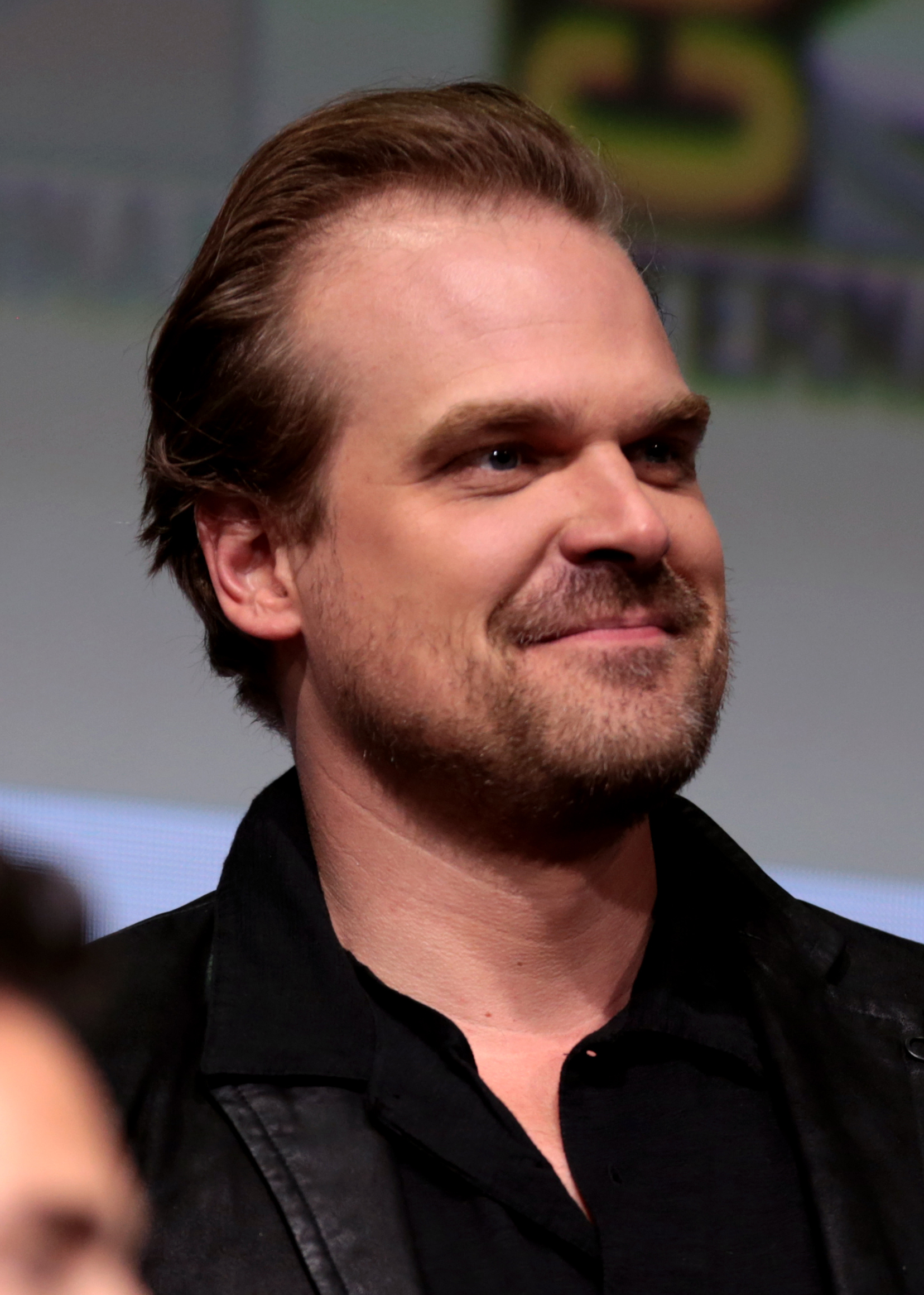
Anh em nhà Duffer chọn David Harbour thủ vai Cảnh sát trưởng Hopper, cho rằng đây là cơ hội để anh đóng một vai diễn chính.

Vào tháng 6 năm 2015, Winona Ryder và David Harbour được thông báo đã tham gia phim với vai diễn Joyce và viên cảnh sát trưởng chưa được đặt tên. Giám đốc casting của hai anh em là Carmen Cuba đã gợi ý Ryder cho vai Joyce; ý tưởng này ngay lập tức thu hút họ do sự xuất hiện nhiều của cô trong những bộ phim thập niên 1980. Levy tin Ryder có thể "làm cho sự kiên trì đầy cảm xúc [của Joyce] thêm khổ sở nhưng cũng từ đó khám phá ra những sắc thái và khía cạnh khác của cô". Ryder dành lời khen cho câu chuyện nhiều lớp của phim đã bắt cô phải diễn sao cho Joyce giống như "cô ấy bị mất trí, nhưng thực ra cô ấy lại đang tìm ra một điều gì đó", và dành lời khen cho hai anh em đã tin cô có thể diễn tốt một vai khó như vậy. Anh em nhà Duffer đã để ý tới Harbour từ trước, người mà trước Cậu bé mất tích chủ yếu nhận những vai diễn nhỏ hơn trong vai các nhân vật phản diện, và họ thấy rằng anh ấy đã "phải đợi quá lâu cho cơ hội này" để được diễn vai chính, trong khi chính Harbour cũng thấy thích thú với kịch bản và dịp để anh đóng vai "một nhân vật bị tổn thương, không hoàn thiện và phản anh hùng".
Các buổi tuyển chọn diễn viên được tiếp tục hai tháng sau với Finn Wolfhard trong vai Mike, Millie Bobby Brown trong một vai chưa được tiết lộ, Gaten Matarazzo trong vai Dustin, Caleb McLaughlin trong vai Lucas, Natalia Dyer trong vai Nancy, và Charlie Heaton trong vai Jonathan. Vào tháng 9 năm 2015, Cara Buono tham gia cùng dàn diễn viên với vai Karen, tiếp đó là Matthew Modine trong vai Martin Brenner một tháng sau đó. Các diễn viên cho các nhân vật phụ có Noah Schnapp trong vai Will, Shannon Purser trong vai Barbara "Barb" Holland, Joe Keery trong vai Steve Harrington, và Ross Partridge trong vai Lonnie, cùng thêm các diễn viên khác.
Các diễn viên thử vai cho những nhân vật trẻ con đã phải đọc lời thoại từ Stand By Me. Anh em nhà Duffer ước tính họ đã phải thử vai với khoảng một ngàn diễn viên nhí khác nhau. Họ để ý Wolfhard đã là một "mọt phim" yêu thích những bộ phim từ thời thập niên 1980 nên dễ dàng có được vai diễn, trong khi màn thử vai của Mantarazzo chân thực hơn hầu hết các băng thử vai khác, nên họ đã chọn cậu ngay sau khi xem băng thử vai của cậu chỉ một lần duy nhất. Do quá trình tuyển chọn diễn viên được bắt đầu ngay lập tức sau khi Netflix bật đèn xanh cho phim được tiến hành sản xuất, và do quá trình viết kịch bản chưa được hoàn thiện đầy đủ, một vài ý tưởng và suy nghĩ của các diễn viên về các nhân vật được phản ánh trong kịch bản. Dàn diễn viên trẻ cho vai Will và những người bạn của cậu được chọn xong chỉ ngay sau khi kịch bản ban đầu được hoàn thành, và về sau kịch bản của phim được đưa thêm vào những cách nhìn từ các diễn viên. Hai anh em cho biết Modine đã cho họ nhiều ý tưởng về nhân vật Tiến sĩ Brenner, người mà họ vẫn chưa thực sự đi sâu vào chi tiết do được coi là nhân vật khó viết kịch bản nhất vì xuất hiện ít trong truyện.

### Quay phim

Viện Sức khỏe Tâm thần Georgia cũ thuộc Đại học Emory là nơi đặt bối cảnh của Phòng thí nghiệm Quốc gia Hawkins trong phim.

Hai anh em ban đầu muốn quay phim xung quanh khu vực Long Island để cho giống với ý tưởng Montauk ban đầu. Tuy nhiên với kế hoạch bấm máy bắt đầu từ tháng 11 năm 2015, thời tiết lạnh ở Long Island sẽ khiến quá trình quay phim trở nên khó khăn, và đội sản xuất phải bắt đầu tìm kiếm địa điểm quay trong và xung quanh khu vực Atlanta, Georgia. Hai anh em, lớn lên ở Bắc Carolina, đã tìm thấy nhiều nơi gợi nhớ đến thời thơ ấu của họ ở khu vực Atlanta, và cảm thấy nơi đây sẽ thích hợp với việc chuyển bối cảnh sang thị trấn giả tưởng Hawkins, Indiana.
Quá trình quay mùa đầu tiên bắt đầu vào tháng 11 năm 2015 và hầu hết diễn ra tại Atlanta, Georgia; Anh em nhà Duffer và Levy thay phiên nhau đạo diễn từng tập phim. Jackson được chọn là nơi lấy bối cảnh cho thị trấn giả tưởng Hawkins, Indiana. Các địa điểm quay khác có Viện Sức khỏe Tâm thần Georgia trở thành khu vực Phòng thí nghiệm Quốc gia Hawkins, Mỏ đá Bellwood, trường Trung học phổ thông Patrick ở Stockbridge, Georgia cho những cảnh ở trường học, Phòng Giáo dục thường xuyên của Đại học Emory, tòa thị chính cũ tại Douglasville, Georgia, Công viên Ngựa Quốc tế Georgia ở Conyers, Georgia, tòa án chứng thực di chúc tại Butts County, Georgia, Thư viện Old East Point và Nhà thờ Báp-tít East Point First ở East Point, Georgia, Fayetteville, Georgia, Công viên Stone Mountain, Palmetto, Georgia, và Winston, Georgia. Các cảnh quay trong trường quay được thực hiện tại Screen Gem Studios ở Atlanta. Phim được quay bằng máy ảnh kỹ thuật số Red Dragon. Quá trình quay phim mùa thứ nhất kết thúc vào đầu năm 2016.

### Hiệu ứng hình ảnh
Để tạo hiệu ứng phim cũ cho loạt phim, các cảnh quay được thêm các hạt nhiễu lấy từ những bộ phim nhựa những năm 1980. Anh em nhà Duffer muốn làm phim hù dọa khán giả, nhưng không cần thiết phải khiến cho phim trở nên bạo lực hay máu me, giống như những bộ phim thập niên 1980 của Amblin Entertainment đã dẫn tới việc bổ sung mức phân loại phim PG-13. Bộ phim tập trung "nhiều hơn vào cảm xúc, không khí, sự hồi hộp và nỗi sợ hơn là những cảnh đẫm máu", nhưng họ cũng không ngại đưa vào thêm nhiều yếu tố kinh dị, nhất là càng về cuối mùa thứ nhất. Hai anh em muốn tránh phải sử dụng bất cứ hiệu ứng máy tính nào cho con quái vật và các yếu tố khác trong phim mà muốn sử dụng các hiệu ứng thực tế, do đó họ đã phải tạo một robot hoạt cảnh để đóng vai con demogorgon. Tuy nhiên, thời gian quay phim chỉ dài sáu tháng khiến họ ít có thời gian lên kế hoạch chuẩn bị và thử nghiệm các dụng cụ tạo hiệu ứng cho các cảnh quay. Họ quyết định chọn hướng đi ở giữa: sử dụng các đạo cụ được dựng trước, bao gồm cả robot cho con quái vật, bất cứ khi nào có thể; nhưng với những cảnh quay khác, như cảnh con quái vật chui ra từ tường nhà, họ dùng các hiệu ứng kỹ thuật số. Quá trình hậu kỳ cho mùa đầu tiên hoàn thành chỉ một tuần trước khi phát hành phim trên Netflix.
Đoạn giới thiệu mở đầu phim có những cảnh quay cận cảnh các chữ cái trong tựa đề Stranger Things với ánh đỏ trên nền đen; các chữ cái này dần dần chuyển động vào với nhau tạo thành tựa đề phim. Đoạn mở đầu này được tạo bởi Imaginary Forces, trước đây thuộc R/GA, chỉ đạo bởi giám đốc sáng tạo Michelle Doughtey. Levy đã giới thiệu cho Anh em nhà Duffer xưởng phim này khi hai anh em giải thích mong muốn của họ về một bộ phim lấy cảm hứng từ thập niên 1980, từ đó giúp cho xưởng phim có thể chỉnh sửa lại ý tưởng của họ. Sau đó, trước khi quay, các nhà sản xuất đã gửi cho Imaginary Forces kịch bản, bản nhạc nền đậm chất synth cho đoạn mở đầu, cùng với một vài bìa sách từ King và các tác giả khác, và họ đang tìm kiếm một hướng đi tương tự cho phần tiêu đề phim, chủ yếu là một đoạn mở đầu sử dụng chữ đồ họa. Họ lấy cảm hứng từ một vài phần tiêu đề trong các tác phẩm từ thập niên 1980 được thiết kế bởi Richard Greenberg khi còn làm việc tại R/GA, như Altered States và The Dead Zone. Họ cũng được đóng góp từ Dan Perri, người từng tham gia thiết kế tiêu đề một vài bộ phim thập niên 1980. Nhiều ý tưởng ban đầu đã được đưa ra như làm các chữ cái biến mất để thể hiện chủ đề "mất tích" của phim, và cho các chữ cái đổ bóng lên nhau để ám chỉ tới những bí ẩn, trước khi quyết định để các chữ cái chuyển động chậm dần tạo nên tựa đề. Xưởng phim bắt đầu quá trình thiết kế phần tựa đề trước khi bấm máy, và sau khi bắt đầu quay phim các nhà sản xuất phải mất một tháng để nghiên cứu kỹ bộ phim và quay trở lại với nhiều ý tưởng khác. Ban đầu họ sử dụng nhiều loại phông chữ khác nhau để làm tựa đề và dùng các cảnh quay cận cảnh vào những đặc điểm tốt nhất ở những phông chữ đó, nhưng gần tới cuối các nhà sản xuất lại muốn sử dụng phông ITC Benguiat, buộc họ phải làm lại những cảnh này. Đoạn mở đầu cuối cùng được đưa vào phim hoàn toàn là do máy tính mô phỏng, nhưng có nhiều nguồn cảm hứng từ việc thử nghiệm một vài hiệu ứng thực tế, như sử dụng bộ lọc phim Kodalith giống những năm 1980 để từ đó tạo ra bộ lọc thích hợp cho phần mềm vẽ. Đoạn giới thiệu tên từng tập phim dùng hiệu ứng "bay qua" giống bộ phim Bullitt, theo như lời gợi ý của các nhà sản xuất tới xưởng phim.

## Phát hành
Mùa đầu tiên bao gồm tám tập phim, mỗi tập dài khoảng một giờ đồng hồ, được phát hành toàn cầu trên Netflix vào ngày 15 tháng 7 năm 2016 với định dạng Ultra HD 4K. Mùa thứ hai, bao gồm chín tập phim, được phát hành ngày 27 tháng 10 năm 2017 với định dạng HDR. Mùa thứ ba thêm một lần nữa bao gồm tám tập phim và được phát hành ngày 4 tháng 7 năm 2019.

### Truyền thông tại gia
Mùa thứ nhất của Cậu bé mất tích được phát hành dưới dạng gói kết hợp Blu-ray/DVD độc quyền cho các nhà bán lẻ Target vào ngày 17 tháng 10 năm 2017, cùng với gói kết hợp 4K/Blu-ray vào ngày 15 tháng 11 năm 2017, cả hai đều được đóng gói theo phong cách cổ điển lấy cảm hứng từ những cuộn băng VHS CBS-FOX. Mùa thứ hai cũng được phát hành tương tự vào ngày 6 tháng 11 năm 2018.

## Sự đón nhận

### Lượng người xem
Netflix ban đầu không tiết lộ lượng người đăng ký xem các chương trình của họ, khi đó Symphony Technology Group đã thu thập dữ liệu cho mùa đầu tiên của phim dựa vào một phần mềm trên điện thoại của người dùng có nhiệm vụ đo lượng người xem chương trình truyền hình bằng cách phát hiện âm thanh phát ra từ chương trình đó. Theo Symphony, trong 35 ngày đầu tiên được phát hành, lượng người xem trung bình của Cậu bé mất tích rơi vào khoảng 14,07 triệu người lớn có độ tuổi từ 18–49 tại Hoa Kỳ, khiến đây là mùa phim được xem nhiều thứ ba trong số những nội dung do Netflix tự sản xuất tại Hoa Kỳ vào lúc đó, đứng sau mùa đầu của Fuller House và mùa thứ tư của Orange Is the New Black. Trong một bản phân tích tháng 9 năm 2016, Netflix cho biết Cậu bé mất tích đã "níu giữ" được khán giả ở tập thứ hai của mùa đầu tiên, khi đây là "tập phim đầu tiên của một chương trình khiến cho ít nhất 70% người đã xem xong tập này xem hết cả mùa đầu tiên."
Ở mùa thứ ba, Netflix cho biết chương trình đã phá vỡ kỷ lục lượng người xem trên dịch vụ này, với 40,7 triệu hộ gia đình đã xem loạt phim trong bốn ngày đầu tiên, và 18,2 triệu hộ đã xem hết toàn bộ loạt phim cũng chỉ trong khoảng thời gian đó.

### Đánh giá chuyên môn
| Mùa | Mùa | Đánh giá chuyên môn    | Đánh giá chuyên môn  |
| Mùa | Mùa | Rotten Tomatoes        | Metacritic           |
| --- | --- | ---------------------- | -------------------- |
|     | 1   | 97% (86 bài đánh giá)  | 76 (34 bài đánh giá) |
|     | 2   | 94% (146 bài đánh giá) | 78 (33 bài đánh giá) |
|     | 3   | 90% (117 bài đánh giá) | 72 (24 bài đánh giá) |

Hệ thống tổng hợp kết quả đánh giá Rotten Tomatoes chấm điểm đánh giá cho mùa đầu tiên là 97% dựa trên 86 bài đánh giá, và điểm đánh giá trung bình là 8.14/10. Trang web đưa ra lời đánh giá chung: "Thú vị, đau buồn, và đôi lúc là đáng sợ, Cậu bé mất tích như một sự tôn trọng đầy lôi cuốn với những bộ phim của Spielberg và truyền hình xưa của những năm 1980." The New York Times đã so sánh phim với Stand by Me của Rob Reiner, liên hệ cảm giác hoài cổ của hai phim qua "một khoảnh khắc vượt thời gian mà mọi thứ dường như mới một cách thú vị nhưng cũng đáng sợ." Trang tổng hợp đánh giá Metacritic đưa ra số điểm đánh giá 76/100 cho mùa thứ nhất dựa vào 34 nhà phê bình, thể hiện "đánh giá khá tích cực".
Trên Rotten Tomatoes, mùa thứ hai có tỷ lệ ủng hộ đạt 94% dựa trên 146 đánh giá, và có số điểm trung bình 7.88/10. Lời đánh giá chung của trang này ghi: "Mùa thứ hai của Cậu bé mất tích, với một câu chuyện được xây dựng một cách chậm rãi, đã có sự cân bằng giữa những khoảnh khắc hài hước và sự hoài cổ ngọt ngào chống lại một nỗi sợ đang dần lớn lên; điều đó càng trở nên hiệu quả nhờ những nhân vật giàu cảm xúc và phong cách thể hiện giàu sự liên tưởng." Trên Metacritic, mùa thứ hai có số điểm đánh giá 78/100, dựa vào 33 nhà phê bình, tiếp tục thể hiện "đánh giá khá tích cực".
Trên Rotten Tomatoes, mùa thứ ba nhận được tỷ lệ ủng hộ 90% dựa trên 117 đánh giá, và có điểm số trung bình 7.94/10. Trang web đưa ra lời đánh giá chung như sau: "Sôi động và hấp dẫn, Cậu bé mất tích chuyển mình thành một chuyến đi mùa hè quen thuộc và đầy lôi cuốn, giàu chất hoài cổ mà không làm mất đi những mối quan hệ đẹp đã làm cho loạt phim được mến mộ như vậy." Trên Metacritic, mùa thứ ba đạt 72/100 điểm dựa trên đánh giá của 24 nhà phê bình, thể hiện "đánh giá khá tích cực".
Loạt phim được xếp thứ ba trong top những chương trình truyền hình hay nhất năm (2016) bởi The Guardian và Empire. Phim cũng được đưa vào danh sách những chương trình truyền hình hay nhất năm 2017 của The Atlantic.

### Bình luận

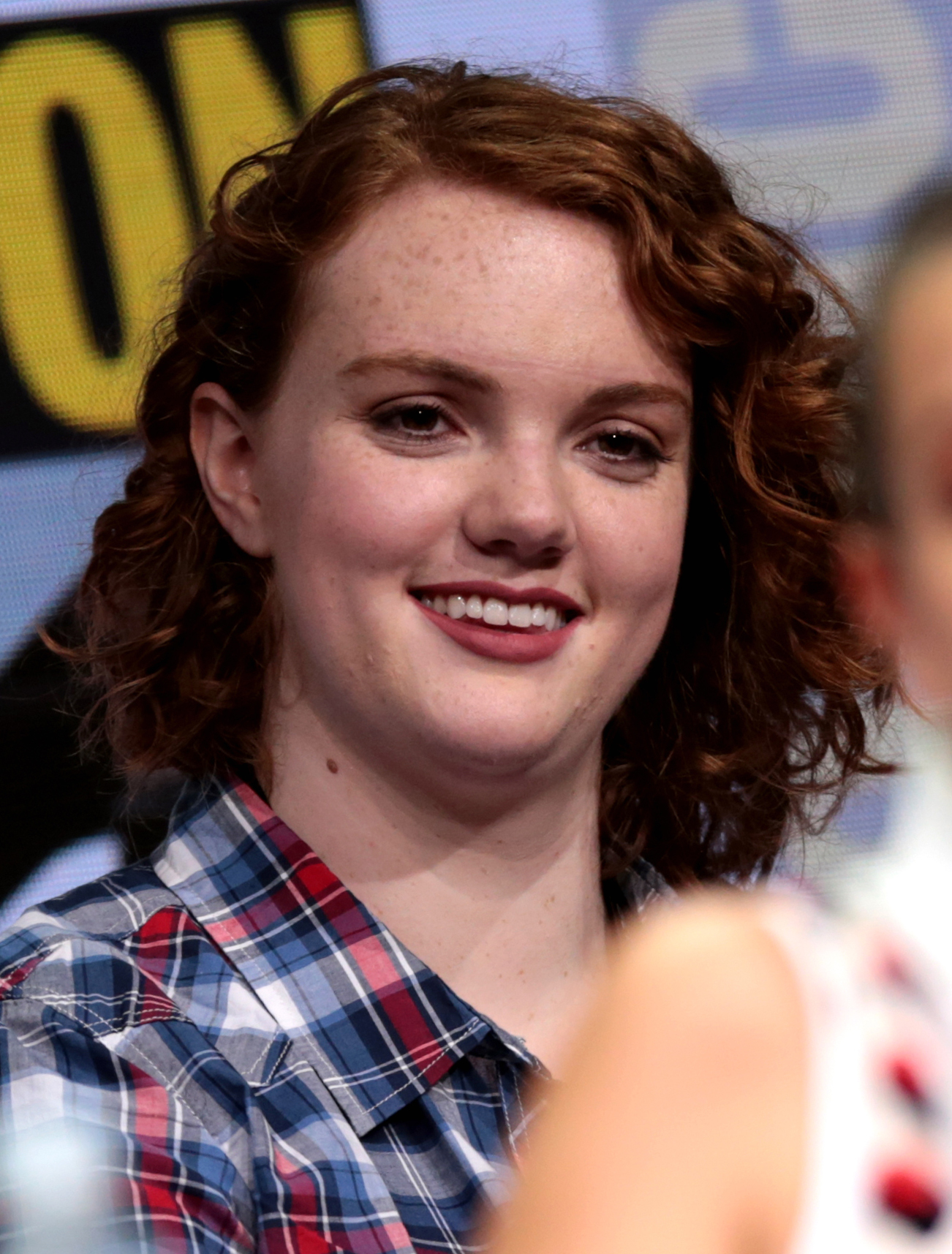
Diễn xuất của Shannon Purser trong vai Barb nhận được sự chú ý lớn từ người hâm mộ và giúp cô được đề cử tại hạng mục Nữ diễn viên khách mời xuất sắc trong series chính kịch.

Cậu bé mất tích thu hút được một lực lượng người hâm mộ lớn sau khi được phát hành. Một chủ đề được tập trung là nhân vật Barb, người bạn cùng lớp của Nancy bị bắt và giết bởi con quái vật ở đầu mùa đầu tiên. Theo nữ diễn viên Shannon Purser, Barb "ban đầu không được coi là nhân vật có ảnh hưởng lớn", và Anh em nhà Duffer cũng không đi quá chi tiết vào nhân vật này vì câu chuyện chính trong phim là hành trình tìm kiếm Will. Tuy nhiên, nhiều người hâm mộ đã đồng cảm với nhân vật này; Laura Bradley của Vanity Fair cảm nhận Barb giống như những người không thể hòa nhập trong xã hội, và "trông giống một ai đó mà bạn có thể gặp trong đời thực hơn" nếu so sánh với các nhân vật khác, cụ thể là Nancy. Nhiều hashtag đã nổi lên sau khi phim ra mắt, như "#ImWithBarb" (Tôi ủng hộ Barb) và "#JusticeforBarb" (Công lý cho Barb), và một vài trang web và diễn đàn của người hâm mộ đã được tạo ra để ủng hộ cho nhân vật này. Purser đã không trở lại trong mùa hai, nhưng Anh em nhà Duffer đã dùng phong trào "Công lý cho Barb" ở ngoài đời thực làm cảm hứng cho câu chuyện mở đầu mùa thứ hai: Nancy nhận ra sự thật rằng "không ai từng quan tâm tới Barb". Purser và một vài trang truyền thông khác cho rằng đề cử Nữ diễn viên khách mời xuất sắc trong series chính kịch của cô cho vai diễn Barb chính là "Công lý cho Barb", nêu bật lên sự phản hồi tích cực mà nhân vật của cô đã nhận được.
Thêm một ảnh hưởng nữa từ phim là nhu cầu mua sản phẩm bánh quế Eggo ngày càng lớn, khi đây là món ăn yêu thích của nhân vật Eleven trong phim và được coi là đại diện cho loạt phim này. Công ty Kelloggs' sản xuất bánh Eggo không tham gia sản xuất phim trước khi mùa thứ nhất được phát hành, nhưng họ cũng nhận thấy ảnh hưởng từ loạt phim tới việc bán hàng của công ty. Họ cung cấp một đoạn phim quảng cáo Eggo cũ trên truyền hình những năm 1980 để Netflix sử dụng trong đoạn quảng cáo dịp Super Bowl LI, và họ dự định sẽ tham gia nhiều hơn trong việc quảng bá chéo này. Coca-Cola cũng sẽ bán một lượng giới hạn phiên bản New Coke (được ra mắt năm 1985) trùng với thời điểm phát hành mùa thứ ba của phim, cũng lấy bối cảnh năm 1985.

### Vấn đề pháp lý
Vào tháng 4 năm 2018, nhà làm phim Charlie Kessler gửi đơn kiện Anh em nhà Duffer, khẳng định họ đã ăn cắp ý tưởng của ông cho bộ phim ngắn Montauk, trong đó cũng có bối cảnh về một cậu bé mất tích, một khu căn cứ quân sự gần đó cũng thực hiện các thí nghiệm lạ, và cũng có một con quái vật từ chiều không gian khác. Kessler làm đạo diễn cho phim này và công chiếu phim tại Liên hoan phim quốc tế Hamptons 2012. Tại Liên hoan phim Tribeca 2014, anh đã giới thiệu bộ phim của mình cho Anh em nhà Duffer và sau đó đã đưa cho họ "kịch bản, ý tưởng, cốt truyện và cảnh quay" cho một dự án phim lớn hơn có tên là The Montauk Project. Kessler cho rằng Anh em nhà Duffer đã dùng ý tưởng của anh để sáng tạo ra bối cảnh của Cậu bé mất tích và muốn có một phần ba doanh thu của loạt phim. Luật sư của Anh em nhà Duffer cho biết họ chưa từng xem phim của Kessler cũng như chưa từng nói chuyện với anh về nó, và Kessler không có bất cứ đóng góp nào vào Cậu bé mất tích. Thẩm phán đã từ chối quyết định cho Anh em nhà Duffer thắng kiện ngay vào tháng 4 năm 2019, cho phép vụ kiện của Kessler tiếp tục được đưa ra phiên xử án. Ngay trước khi phiên xử được dự kiến bắt đầu tháng 5 năm 2019, Kessler đã rút đơn kiện sau khi nghe được lời khai và đọc được các bản tài liệu từ năm 2010 chứng minh rằng Anh em nhà Duffer đã lên ý tưởng cho Cậu bé mất tích một cách độc lập.
Một số nhà báo đã thấy ý tưởng về các hiện tượng siêu nhiên xung quanh Montauk được bắt nguồn từ truyền thuyết thời hiện đại về Dự án Montauk, về sau được biết tới rộng rãi nhờ cuốn sách năm 1992 The Montauk Project: Experiments in Time.
Vào tháng 9 năm 2017, nhiều trang thông tin đăng tải các bài báo viết về việc luật sư của Netflix gửi thư yêu cầu chấm dứt mọi hoạt động tới người điều hành một quán bar theo chủ đề Stranger-Things tại Chicago. Trong lá thư có nhiều lời hài hước liên quan tới các chi tiết trong loạt phim như: "trừ khi tôi đang sống ở Thế giới ngược"; "chúng tôi không muốn đối xử với các bạn như Tiến sĩ Brenner đâu"; "con demogorgon không phải lúc nào cũng vị tha như vậy". Lá thư cũng được nhiều luật sư khen ngợi là công bằng và bình đằng khi không yêu cầu quán bar phải đóng cửa ngay lập tức, chỉ yêu cầu quán bar không được hoạt động khi không được Netflix cho phép.

### Giải thưởng và đề cử
Cậu bé mất tích đã nhận được nhiều giải thưởng và đề cử trong ngành công nghiệp giải trí, bao gồm mười đề cử Giải Primetime Emmy và bốn đề cử Giải Quả cầu vàng sau hai mùa phim. Dàn diễn viên của phim cũng nhận được nhiều giải thưởng: dàn diễn viên chính của phim đã thắng Giải thưởng của Nghiệp đoàn Diễn viên Màn ảnh ở hạng mục Dàn diễn viên chính xuất sắc trong series chính kịch, trong khi các ngôi sao chính của phim là Ryder, Brown, và Harbour cũng đều nhận được các giải thưởng và đề cử cá nhân.